# Bacamarte (banda)
O Bacamarte é uma banda de rock progressivo brasileira formada em 1974. A banda é conhecida por ter lançado a carreira solo de Jane Duboc.
Seu primeiro álbum, Depois do Fim, é considerado como um dos melhores do rock progressivo de todos os tempos, tendo o sítio Progarchives listado-o como um dos 100 melhores álbuns do gênero. A lista ainda conta com as mais expressivas criações das principais bandas do gênero, como Pink Floyd, Jethro Tull, Yes, Genesis, King Crimson, Gentle Giant e Rush.
Em 2019, foi indicada pelo portal russo Ultimate Guitar como a 16ª melhor banda de rock do Brasil.

## História
Mario Neto, guitarrista, fã de Beatles e música clássica, compôs uma série de canções quando tinha de 14 a 17 anos. Juntou 3 colegas do Colégio Marista São José no Rio de Janeiro e formou uma banda.
Mais tarde, alguns músicos mais entrariam na banda, que teve diversas formações, até que em 1977, consolidou-se com seu line-up clássico: Mário Neto (guitarra), Sérgio Villarim (teclados), Delto Simas (baixo), Mr. Paul (percussão), Marcus Moura (flautas e acordeão) e Marco Veríssimo (bateria). Foi com esta formação que, após uma série de ensaios, eles conseguiram se apresentar no programa Rock Concert, da TV Globo, já com o nome de Bacamarte. A atuação do Bacamarte nesse programa impressionou os produtores da banda britânica Genesis, que excursionava pelo país na época. Eles convidaram Mario Neto para substituir o guitarrista Steve Hackett, que deixaria a banda logo após a turnê do LP duplo ao vivo Seconds Out. Menor de idade, Mario atendeu ao pedido de seus pais e não pôde aceitar o convite. O sucesso do programa global, no entanto, serviu para que a banda registrasse suas músicas em estúdio, em uma fita demo, mas que não seria aceito por nenhuma gravadora.
Em 1982, com o surgimento da rádio Fluminense FM, de Niterói, e sua política de divulgar bandas novas (como Paralamas do Sucesso, Kid Abelha, e outros), Mario Neto, por sugestão de amigos, resolveu levar a fita demo para a rádio. A fita foi entregue nas mãos de um dos diretores da emissora, Amaury Santos e no dia seguinte a banda já havia entrado na programação.
Como as músicas estavam tocando direto na rádio, Mario gastou suas economias, fundou um selo, prensou mil cópias e lançou o LP Depois do Fim, em 1983. Inovador para a época, o álbum trazia uma sonoridade totalmente diferente do início dos anos setenta, onde o talento individual de cada instrumentista, fez com que a banda fosse comparada ao Curved Air e ao Renaissance, dois ícones do progressivo britânico. Não à toa, Depois do Fim é considerado um dos melhores álbuns do rock progressivo brasileiro.
Para os vocais deste álbum, a banda chamou a cantora Jane Duboc. Apesar de na época a Jane já ter uma carreira solo distante do rock, anteriormente ela já havia feito vocais para canções de Raul Seixas (creditada como Jane Vaquer). Segundo Mario Neto, Jane entrou para a banda após ser recomendada pela mulher do Ronaldo Curi, do programa Rock Concert.
Movido pelos ouvintes da emissora de Niterói, vieram shows no Circo Voador e demais casas noturnas da cidade que abriam portas para o nascente rock carioca. Entre 1982 e 1983, o Bacamarte, com Marcus Moura (flauta e acordeão), Sergio Villarim (teclados), Mário Leme (bateria), William Murray (baixo), Mr. Paul (percussão) e Jane Duboc (vocais até abril de 1983, depois substituída por Miriam Peracchi), teve tempo para se tornar uma pequena lenda do rock progressivo nacional, com admiradores muito além das fronteiras do Rio de Janeiro.
A banda se desfez logo depois desse momento, com reuniões ocasionais ao longo da década de 1990. Anos mais tarde (em 2012), Mario Neto negou que tenha ocorrido algum desentendimento entre os membros da banda. Ele alegou que o afastamento se deu pela diminuição de espaços para divulgar o trabalho do grupo como músicos independentes.
Em 1996, Depois do Fim foi relançado em CD, por um selo independente, contendo uma faixa bônus.
Em 1999, o guitarrista Mario Neto lançou o álbum Sete Cidades utilizando o nome Bacamarte, entretanto, nenhum membro da formação original participou da gravação, sendo apenas ele e o tecladista Robério Molinari creditados no álbum.
Em julho de 2009, a Som Livre lançou a versão remasterizada de Depois do Fim - sem a faixa bonus da edição de 1996 - renovando o interesse pela banda. Ele foi lançado em formato digipack, contendo um encarte com fotos e letras e o CD imitando um vinil.

### Reunião em 2012
No dia 22 de setembro de 2012, convencidos pelo produtor musical e fonográfico Claudio Fonzi, um grande fã do grupo, que se dizia frustrado por ter perdido o último show do conjunto em sua formação original, a banda se reuniu novamente para uma apresentação especial no Teatro Rival do Rio de Janeiro durante o 3º Rio Prog Festival.
Em 25 de outubro, fazem o show de encerramento do III Carioca Prog Festival, no Teatro Municipal de Niterói.

### Primeiras apresentações em São Paulo
Nos dias 26 e 27 de abril de 2014, o Bacamarte tocou ao vivo pela primeira vez na cidade de São Paulo, no SESC Belenzinho, com a participação dos quatro membros originais Mario Neto (voz, violão e guitarra), Jane Duboc (vocal), Marcus Moura (flauta e acordeão) e William Murray (baixo) e dos novos integrantes Alex Curi (bateria) e Nilo Mello (piano e teclado).
Pela primeira vez as músicas do obscuro álbum Sete Cidades, foram executadas no palco com vocais da Jane Duboc, trazendo a parcela de ineditismo que temperou bem o clima de nostalgia reinante.

## Discografia
- 1983 - Depois do Fim
- 1999 - Sete Cidades (álbum de Mario Neto com o codinome Bacamarte)